# Эльстерверда
Эльстерве́рда (нем. Elsterwerda) — город в Германии, в земле Бранденбург.
Входит в состав района Эльба-Эльстер.  Занимает площадь 40,55 км². Официальный код — 12 0 62 124.
Эльстерверда — крупный железнодорожный узел, здесь пересекаются линии Берлин-Прага и Лейпциг-Котбус.
Город подразделяется на 2 городских района.

## Фотографии

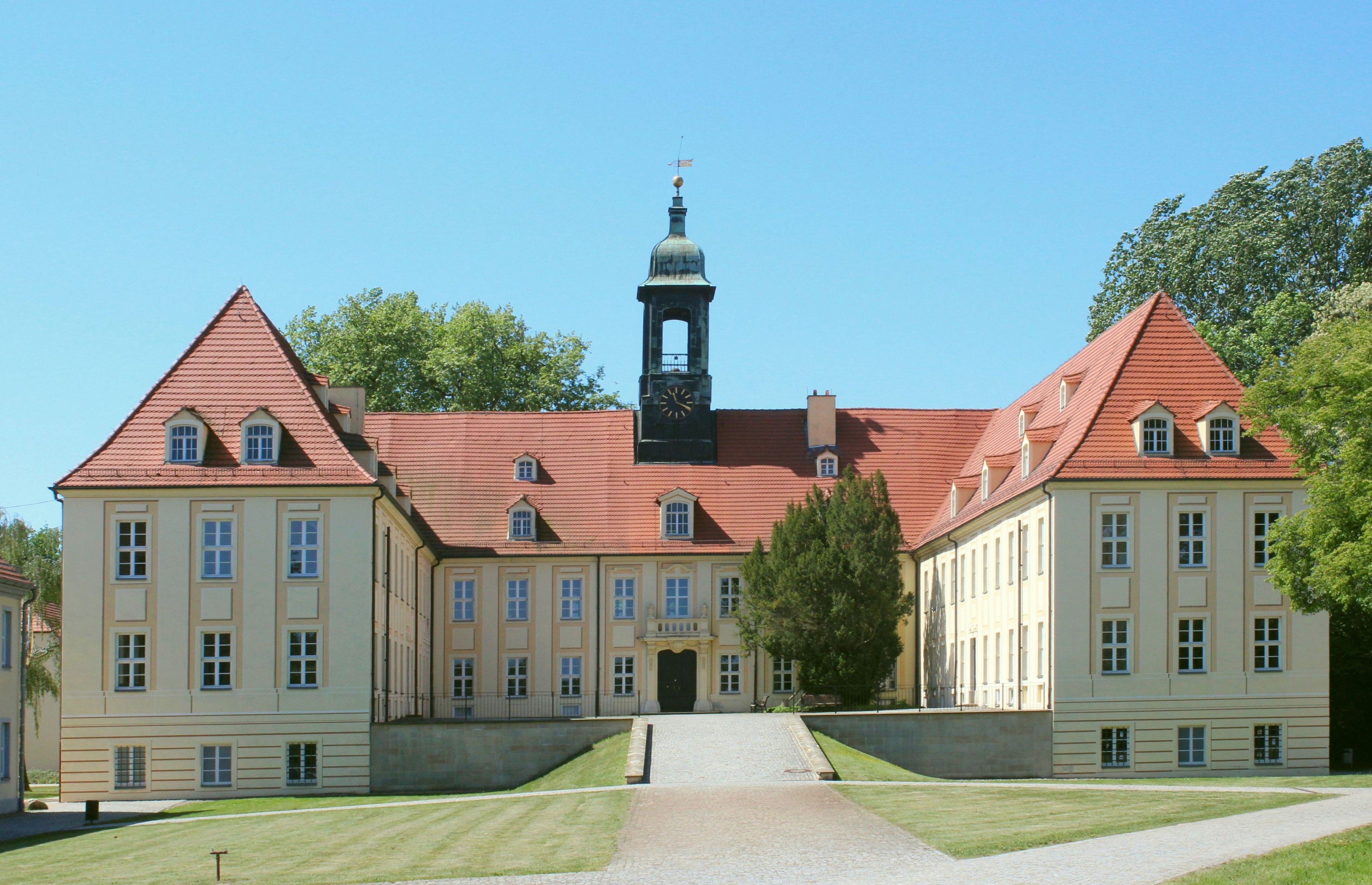
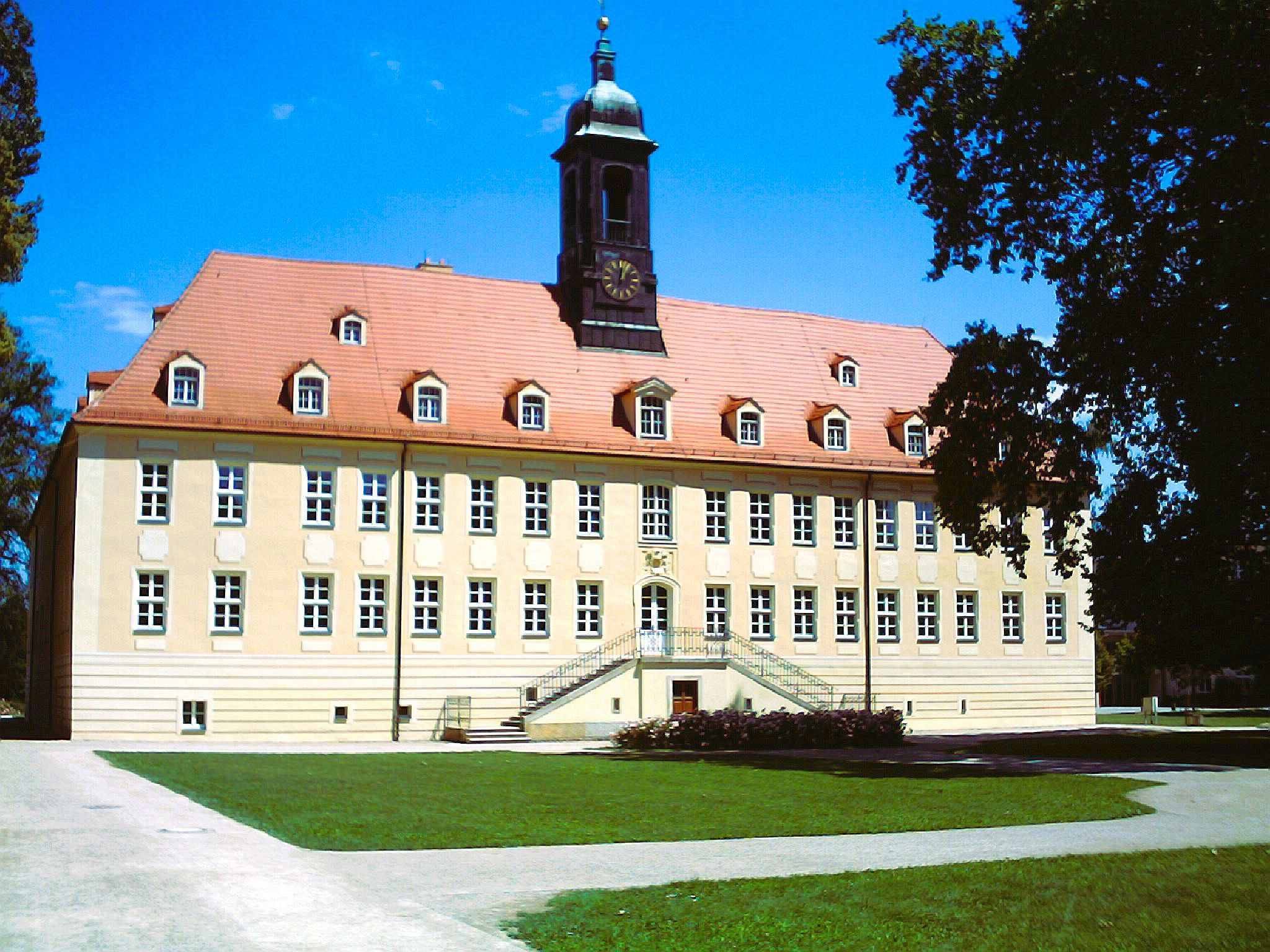
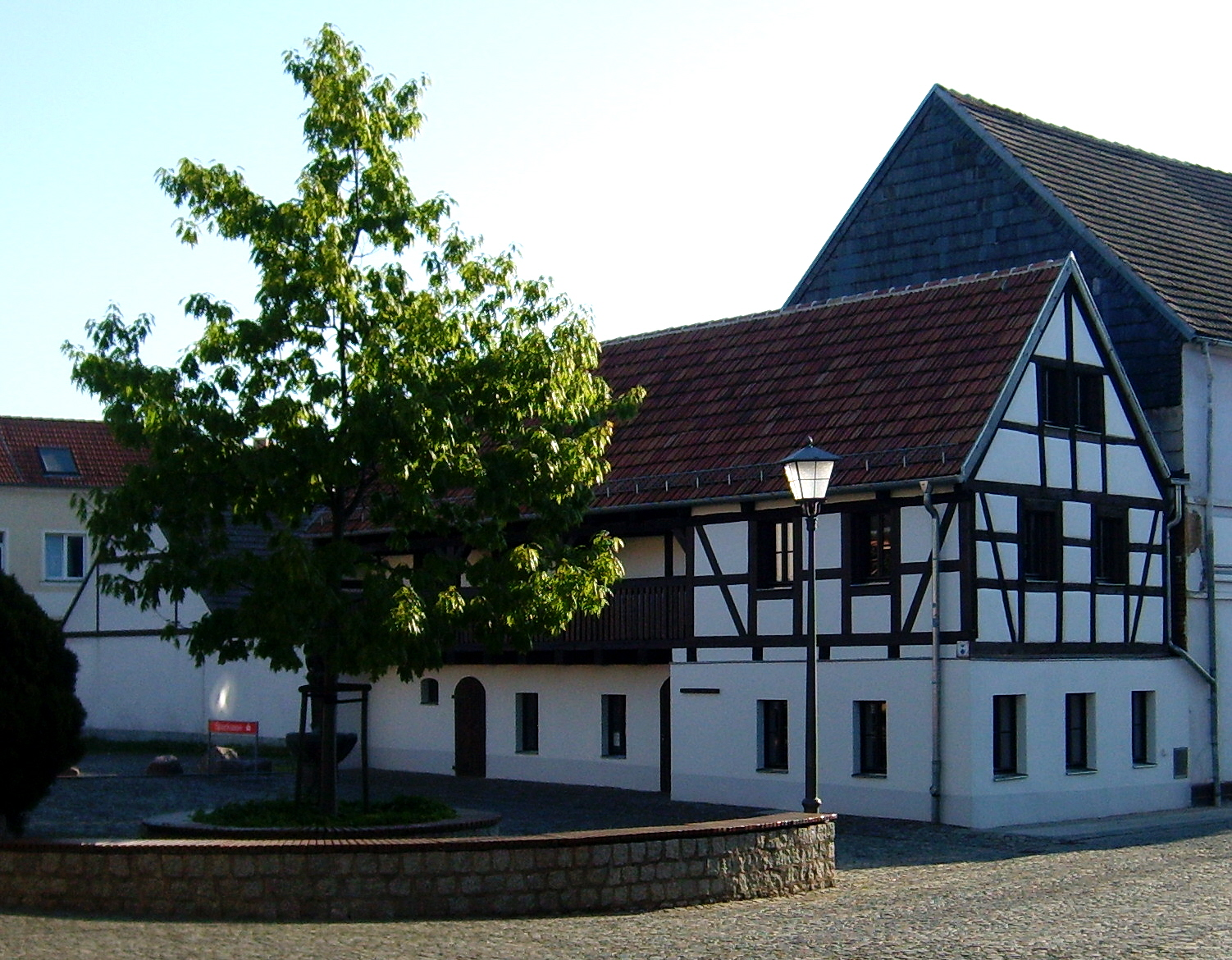
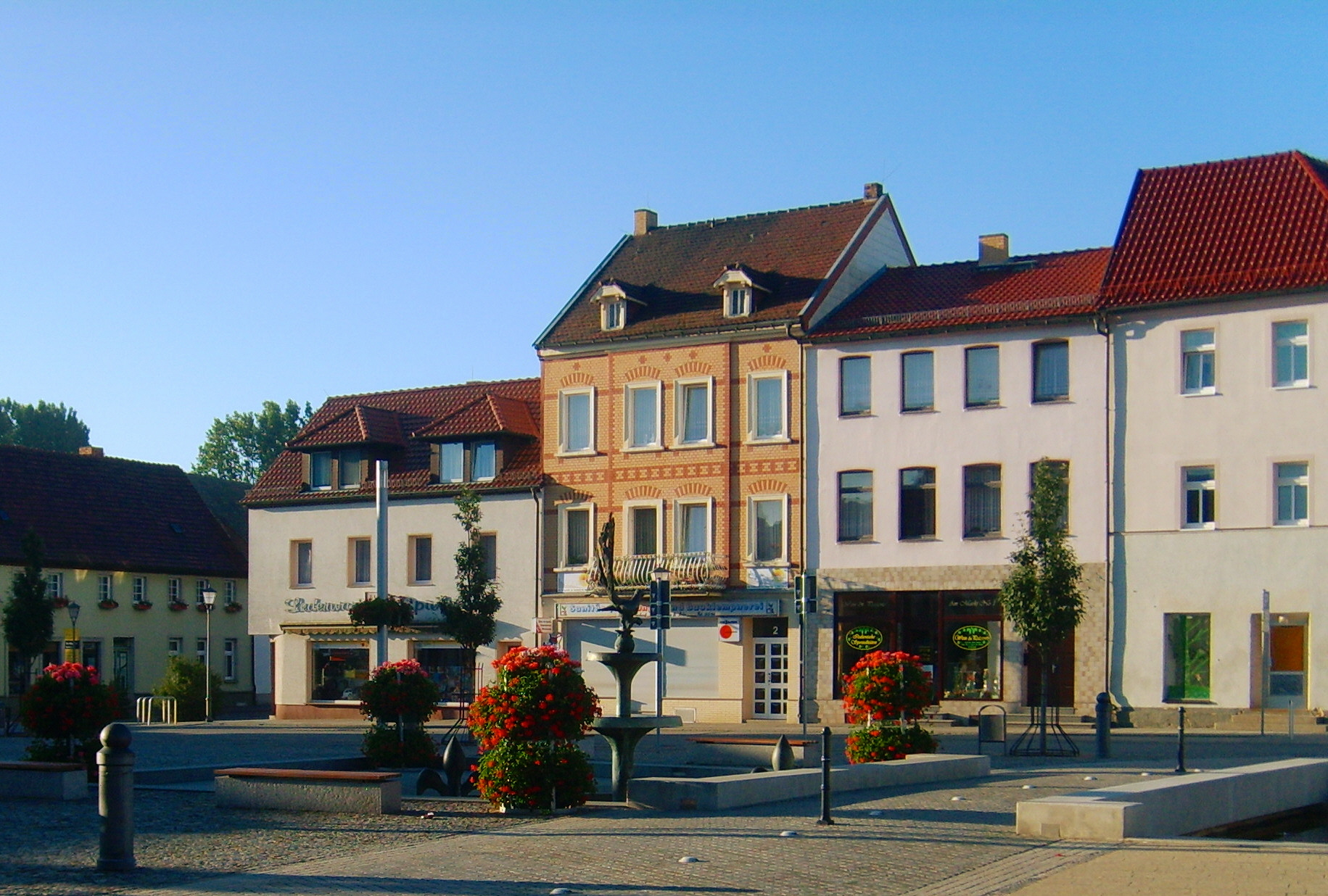
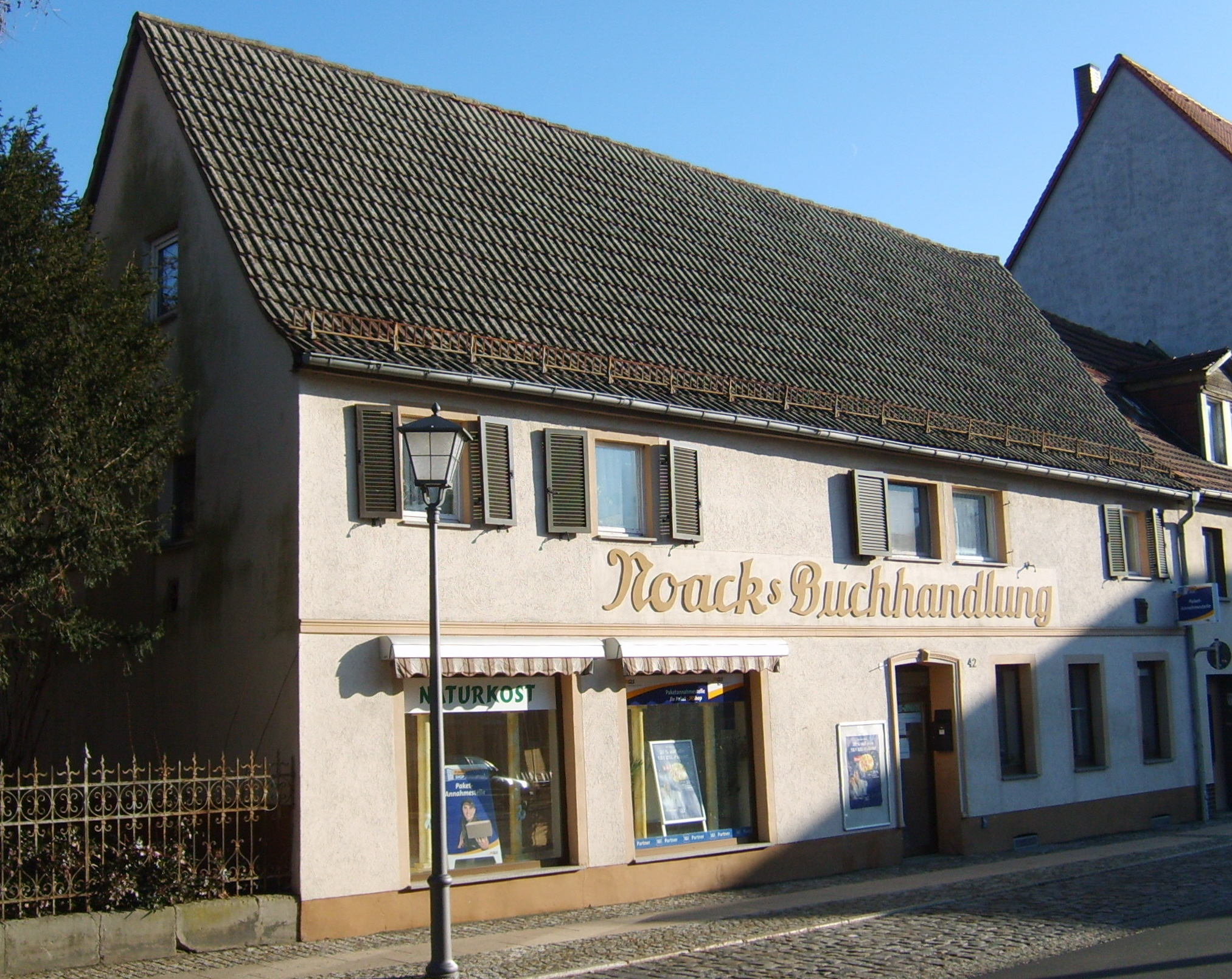
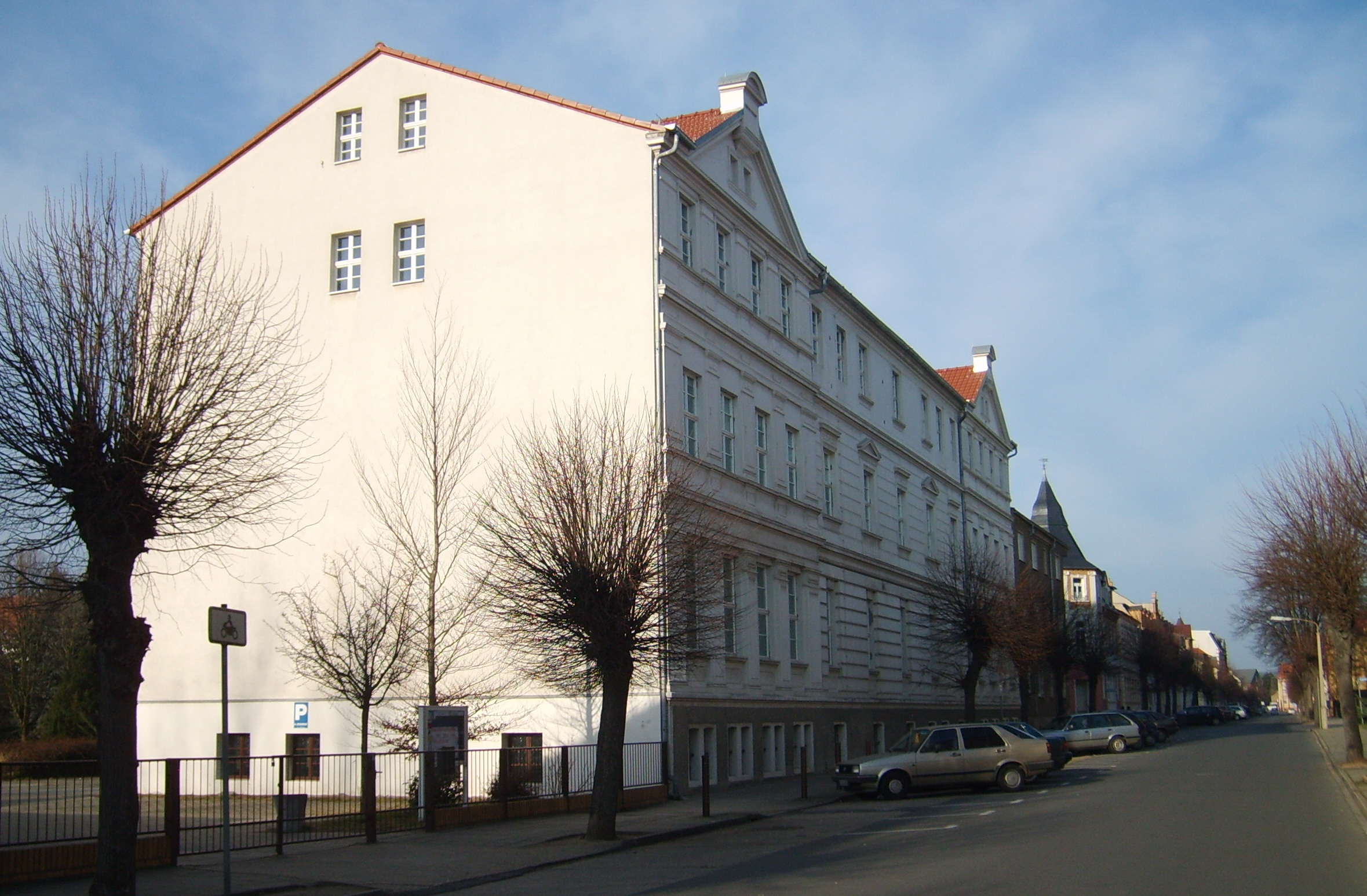
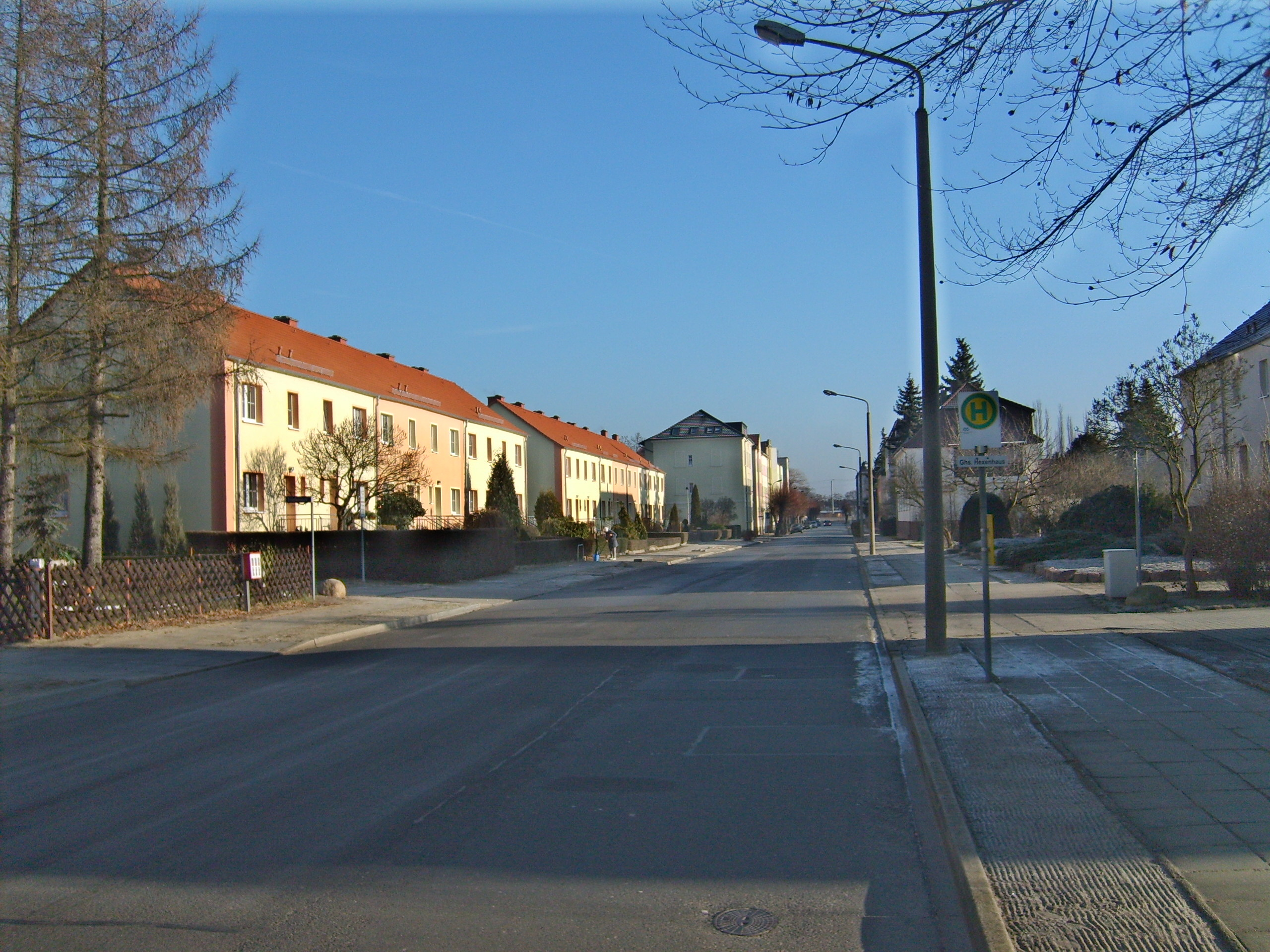
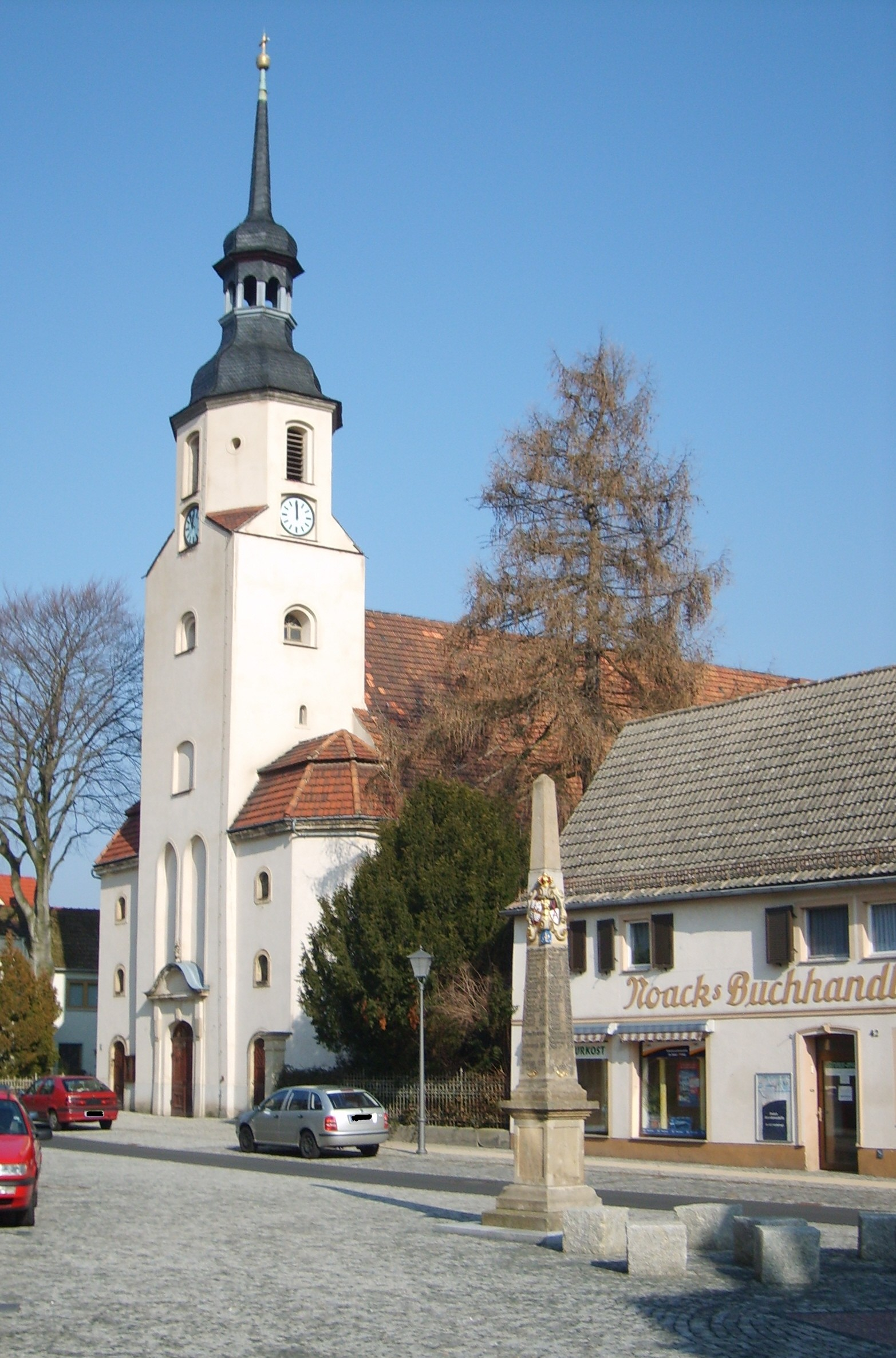
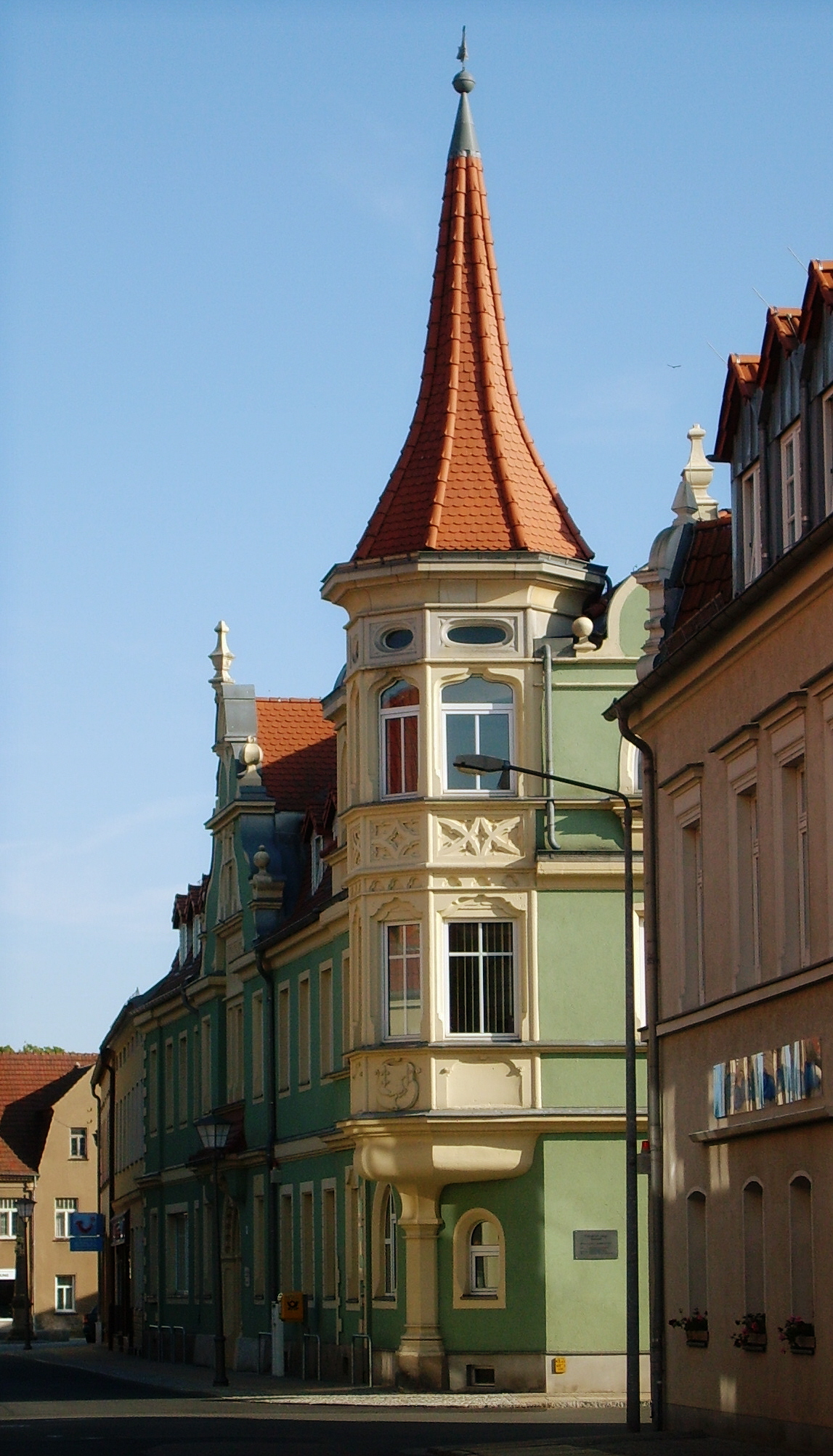
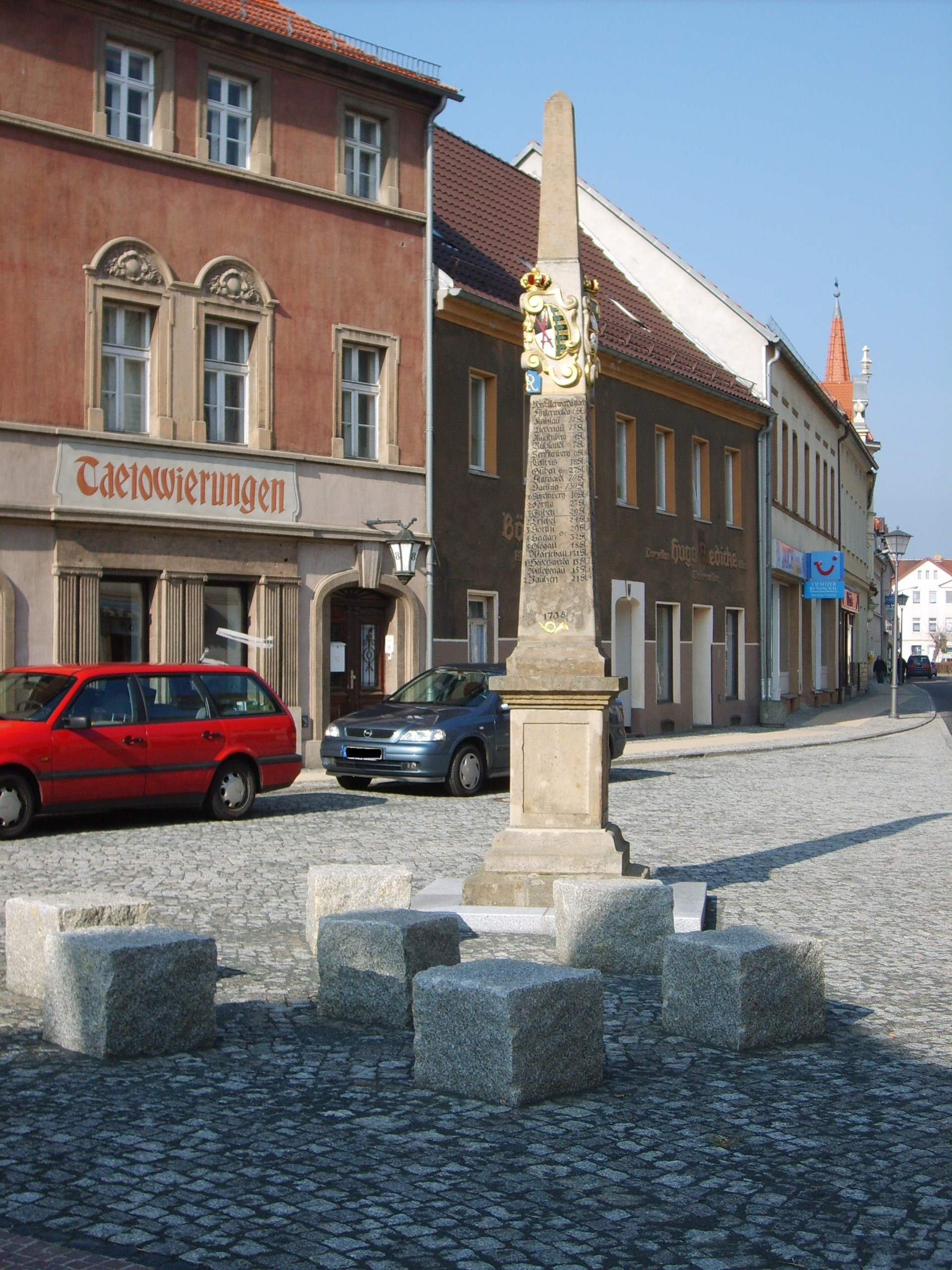
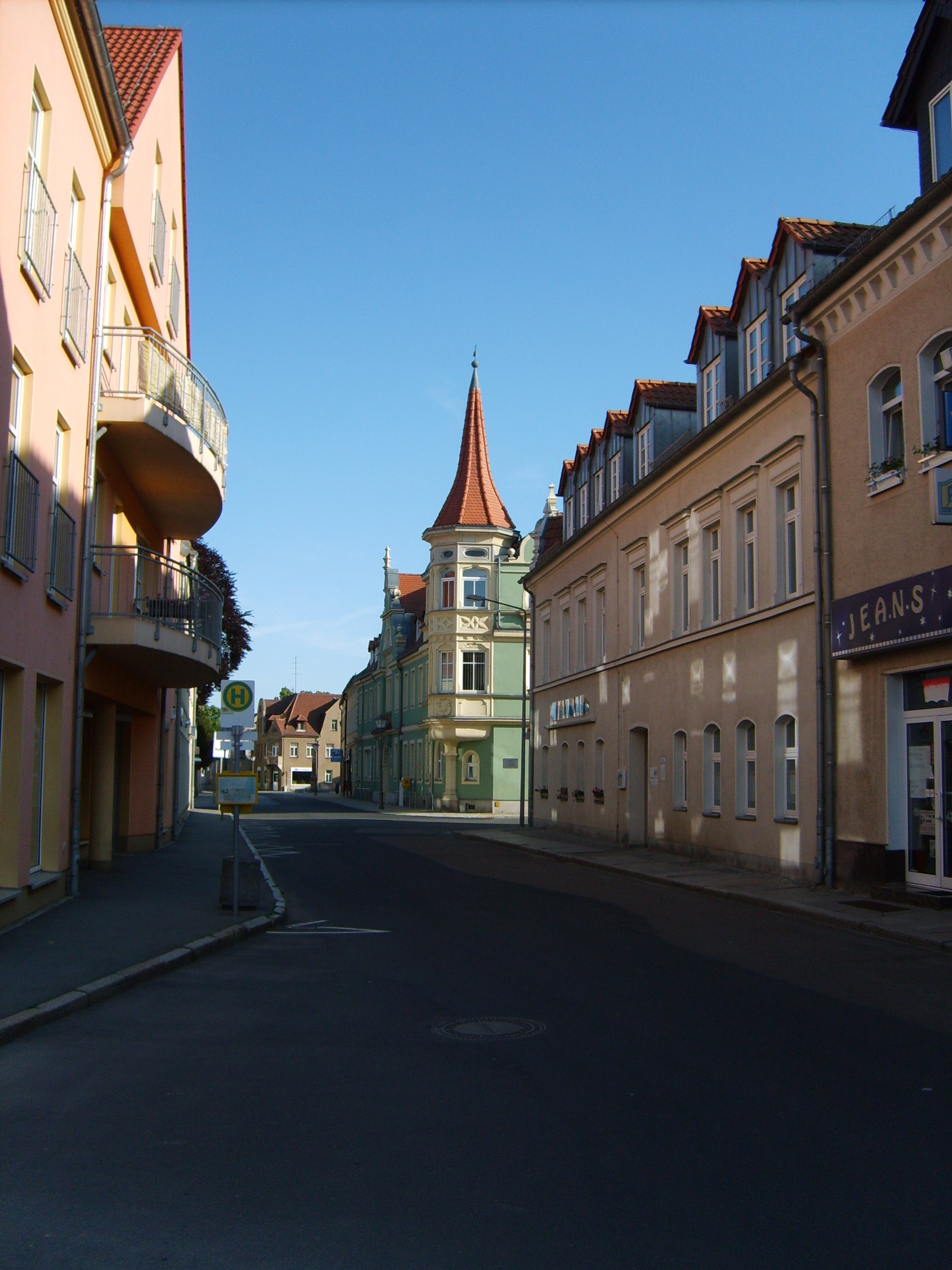
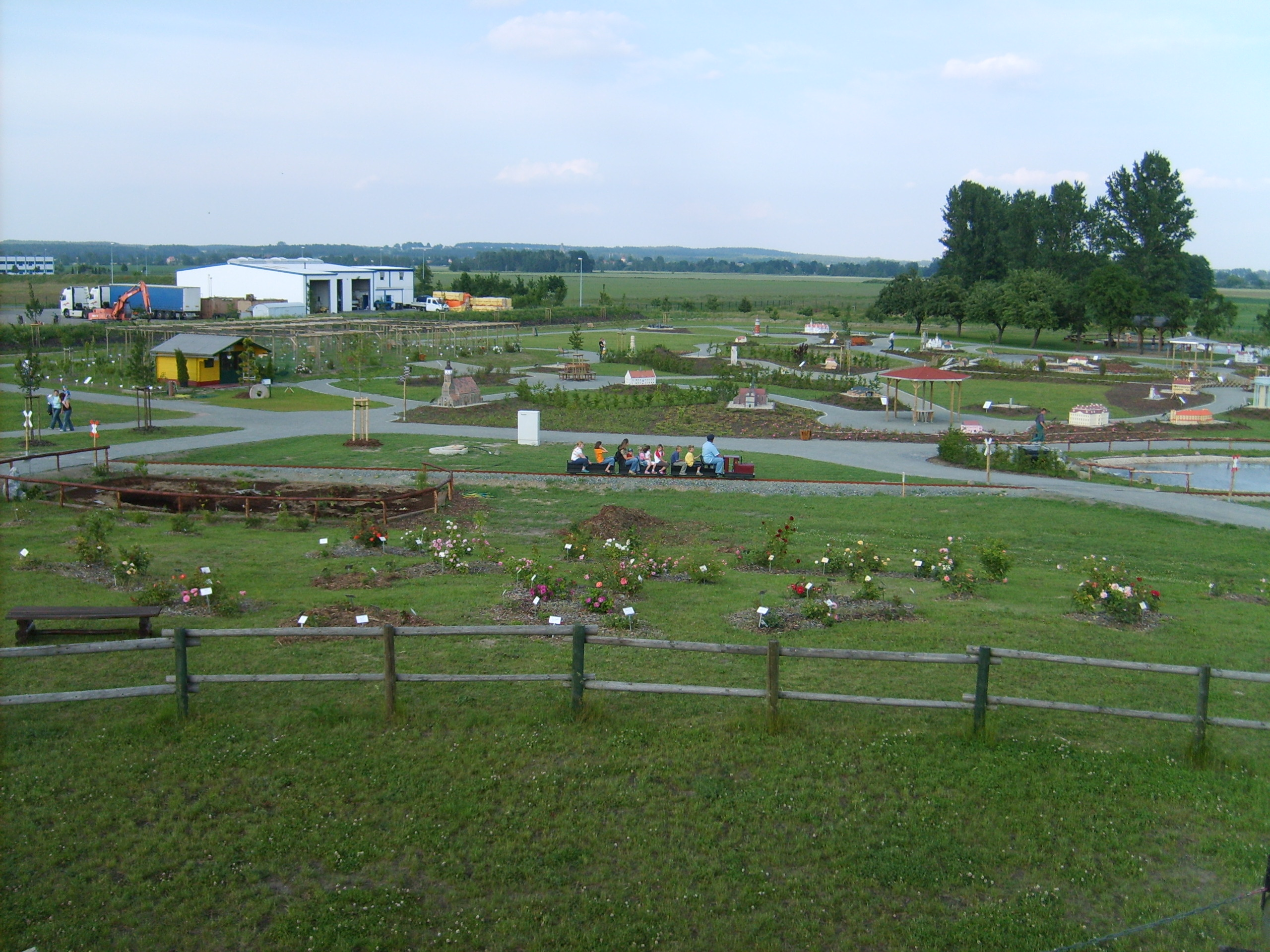
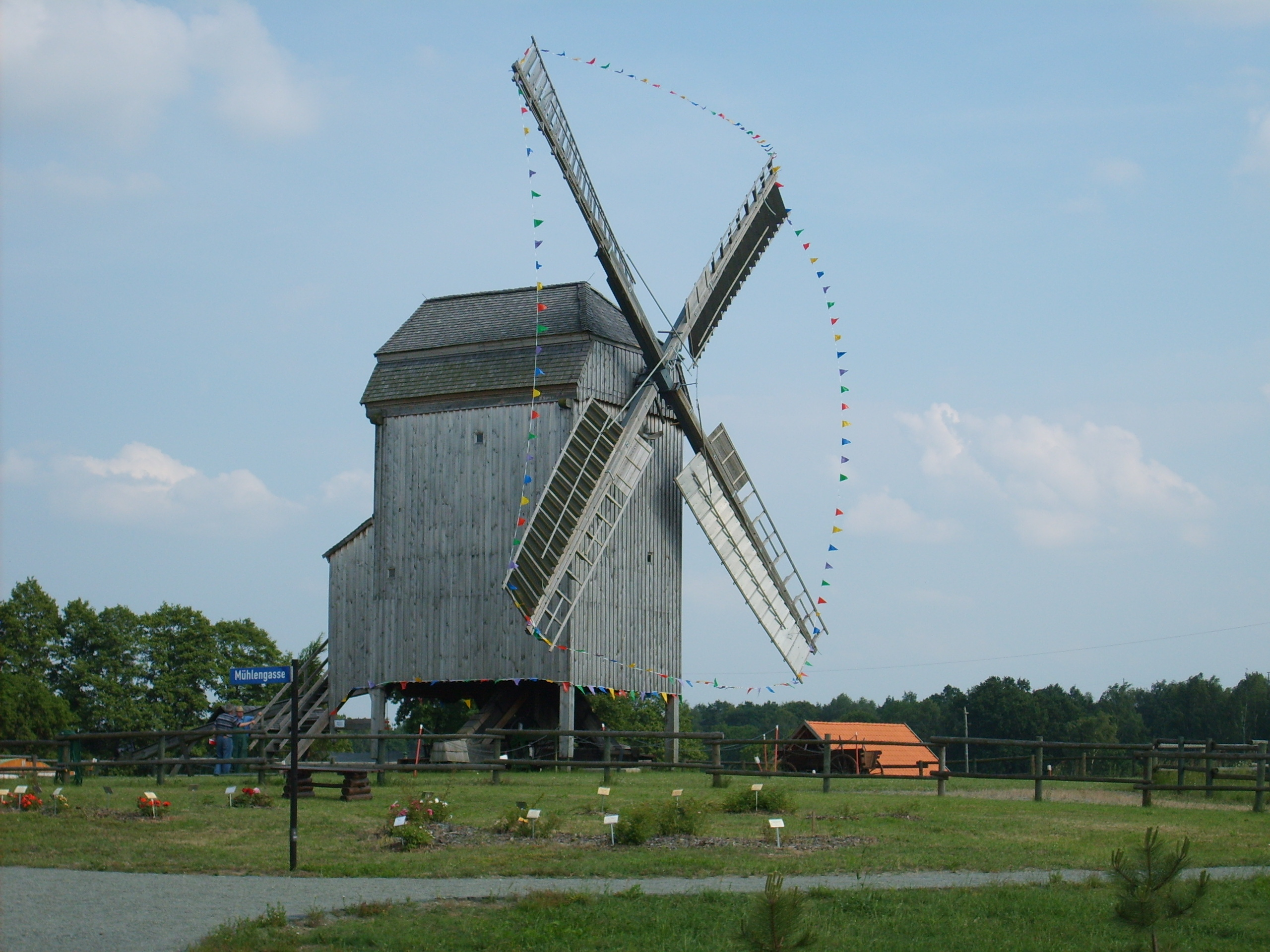
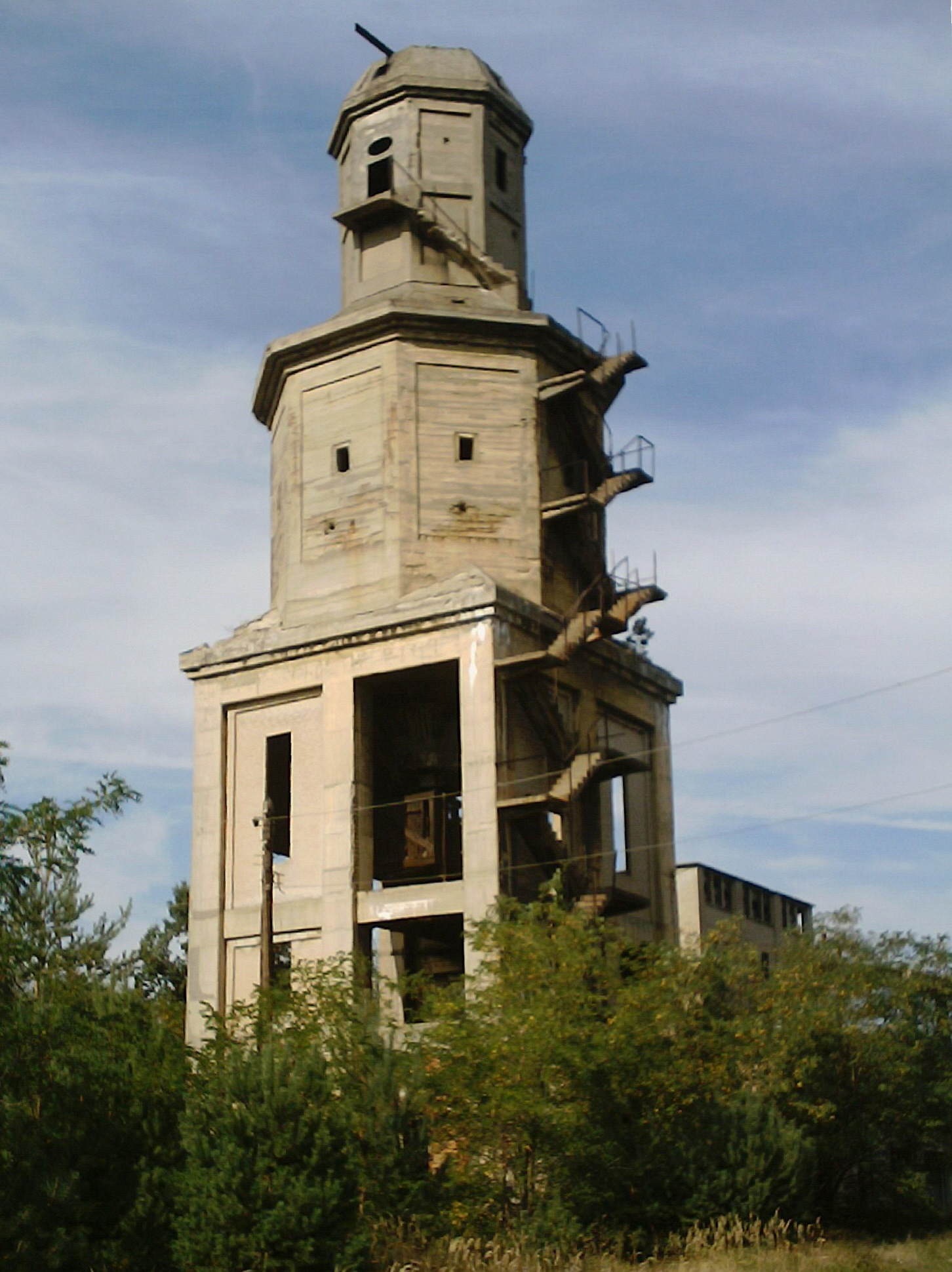
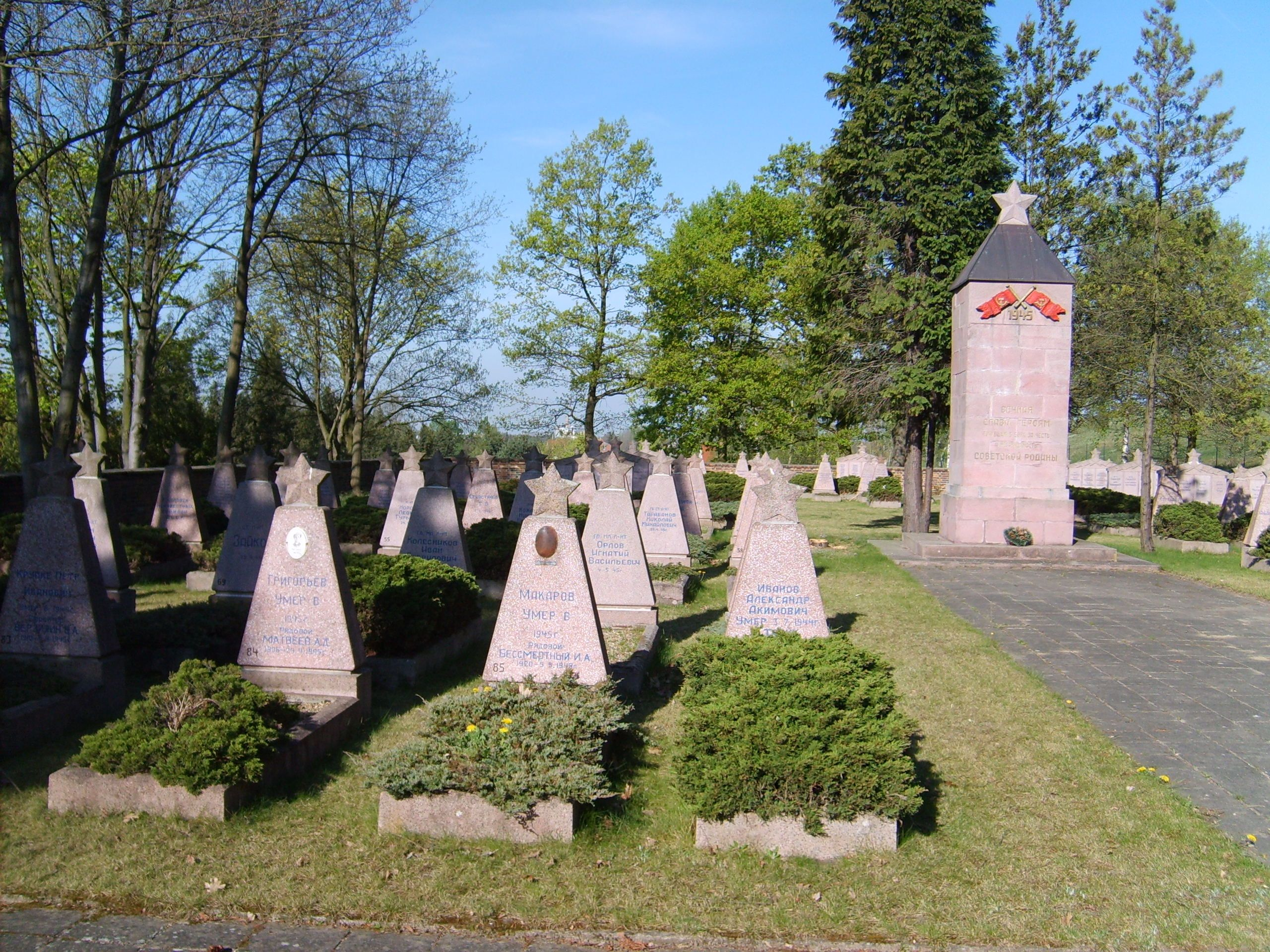

## Население
| Год  | Население |
| ---- | --------- |
| 1990 | 11 033    |
| 1995 | 10 656    |
| 2000 | 10 234    |
| 2005 | 9 456     |
| 2010 | 8 694     |
| 2015 | 8 186     |
| 2020 | 7 800     |